# Worlingham Hall

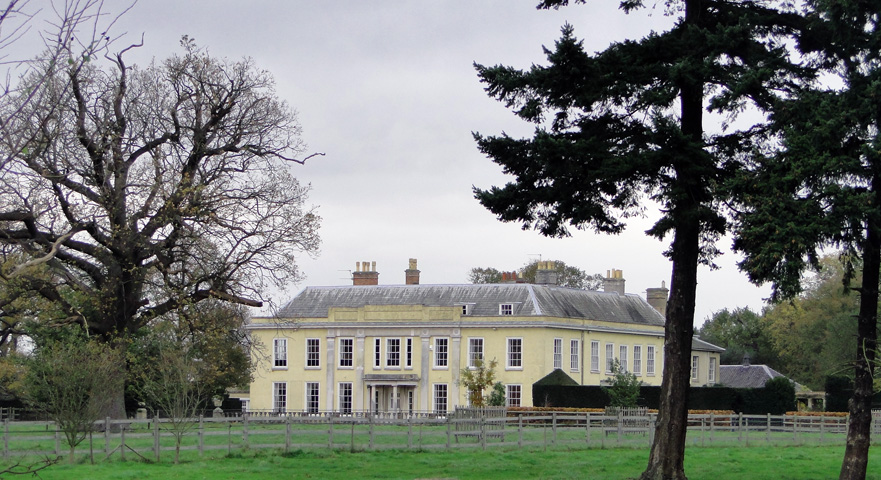
Worlingham Hall

Worlingham Hall è una residenza di campagna in stile georgiano classificata di I grado a Worlingham, 1 miglio (1,6 km) a est di Beccles, nella contea del Suffolk. L'edificio è stato costruito nel XVIII secolo, forse sulla base di un precedente edificio del XVII secolo, e dal 2014 è un hotel di campagna.
L'edificio è noto per essere stato ampliato e ristrutturato intorno al 1800 da Francis Sandys per Robert Sparrow. L'edificio originale potrebbe essere stato costruito da John Felton, morto nel 1703, datando potenzialmente l'edificio al XVII secolo. È costituito da due piani di mattoni e stucco, con una facciata a 7 campate. A sinistra del blocco principale c'era in origine un'Orangerie, ora convertita ad altri usi. L'interno comprende una scalinata ottagonale con scala divisoria imperiale in pietra con balaustre in ferro battuto e corrimano in mogano.
Worlingham Hall era stato acquistato dalla famiglia Duke nel XVII secolo da John Felton, figlio di Sir John Felton, di Playford. I Duke lo possedettero per diverse generazioni. L'unica figlia di Felton, Elizabeth, sposò Sir John Playters, di Sotterley, che vendette Worlingham a Sir Thomas Robinson, di Kentwell Hall a Long Melford. Morì senza eredi nel 1743 e il maniero fu infine venduto a Robert Sparrow nel 1755. La nipote di Sparrow, Mary, che aveva sposato Archibald Acheson, II conte di Gosford nel 1805, ereditò in seguito la proprietà.
La tenuta di 2.800 acri (11 km²) fu venduta all'asta nell'agosto 1849 e da allora in poi passò in diverse mani prima di essere gradualmente smantellata e venduta. La sala stessa cadde in uno stato di abbandono. Fu acquistato nel 1962, dal visconte Colville, che intraprese il restauro dell'edificio. Nel 2010 è stata messa in vendita per circa 4 milioni di sterline.